# 磯江毅
磯江 毅（いそえ つよし、1954年 - 2007年9月23日）は、日本の画家。「Gustavo ISOE」の名で活躍し、徹底した写実表現で知られる。

## 来歴
大阪府出身。1973年、大阪市立工芸高等学校図案科卒業。1974年、シベリア経由にてスペインに渡り、マドリッド留学。アカデミア・ペーニャやシルクロ・デ・ベジャス・アルテスにて学ぶ。1978年、マドリッド「サロン・デ・オト-ニョ」で二等賞。シルクロ・ドス画廊にて初個展。1979年、マドリッド「シルクロ・ドス賞小品展」で一等賞を獲得。1981年「サロン・デ・オトーニョ」の一等賞受賞などにより、スペイン国内で注目されるようになる。バルセロナ伯爵夫人賞展で名誉賞を受賞。
マドリッドやサラゴサ、東京・彩鳳堂画廊で個展・グループ展を開催。国際展等で活躍。彩鳳堂画廊で1983年から1994年にかけて、レ・フレ展を開催。1991年「スペイン美術はいま－マドリ-ド・リアリズムの輝き」展に出品、マドリード・リアリズムの画家として注目されるようになる。1992年 「美しすぎる嘘　現代リアリズム展」(三越）にスペイン作家として参加（1997年にも参加）。1996年「両洋の眼」展出品（2000年、2001年、2003年、2008年にも出品）。彩鳳堂画廊にて個展を開催し、富田賞受賞。1997年、富田賞受賞記念個展「写から実への浸透」(東京・髙島屋）。1998年、東京芸術大学美術学部非常勤講師となる。2000年、広島市立大学芸術学部非常勤講師となる。2002年「特別展　写実・レアリスム絵画の現在」（奈良県立美術館）に出品。第13回タカシマヤ文化基金タカシマヤ美術賞受賞。2003年、第1回「存在の美学」現代写実絵画研究所同人展出品。2004年、彩鳳堂画廊（東京）、高島屋大阪店で個展開催。2005年、広島市立大学芸術学部教授となる。第2回「存在の美学」出品。2007年、第3回「存在の美学」出品。
2007年9月23日、呼吸不全のため53歳で死去。同年10月、遺作追悼展（彩鳳堂画廊）。同年11月25日から12月7日まで、広島市立大学芸術資料館にて追悼展（主催: 同大学芸術学部 美術学科油絵専攻）。2008年1月 、「磯江毅1982-2007」追悼展（彩鳳堂画廊）。2009年3月、遺作画集『磯江毅 写実考』を発刊。同年3月13日より東京美術倶楽部（東美アートフェア）内、特別企画展示「存在の神秘・磯江毅遺作展」開催。2011年7月12日より、東京都練馬区立美術館にて「磯江毅=グスタボ・イソエ」開催。同年10月から12月まで奈良県立美術館にて「磯江毅=グスタボ・イソエ」開催。『磯江毅 写実考』増補版発行。2012年3月から9月まで山梨県富士河口湖町立河口湖ミューズ館・与 勇輝館にて「磯江毅 写実考展」開催。2015年3月から5月まで、広島県立美術館にて特別展「スペイン・ リアリズム絵画の異才 磯江毅 ―広島への遺言―展」開催。画集『深い眠り  磯江毅』を発刊。

## 代表作
- 『静物 (棚の中のカリフラワーのある静物)』116.0 × 81.0 cm 紙、鉛筆、水彩 1991年
- 『新聞紙の上の裸婦』150.0 × 182.0 cm 紙、ジェッソ、鉛筆、水彩 1993 - 1994年
- 『深い眠り』100.0 × 182.0 cm 紙、鉛筆、水彩、アクリル、墨 1994 - 1995年
- 『横たわる男・裸像』105.0 × 130.0 cm 混合技法 2001-2002年
- 『鮭“高橋由一への オマージュ”』122.0 × 65.0 cm 紙、板、油彩 2003年
- 『鰯』41.0 × 53.0 cm 板、ジェッソ、鉛筆、水彩 2007年

## 画集
- 広島市立大学芸術学部美術学科油絵共同研究室 [編集]『磯江毅展図録』広島市立大学芸術学部美術学科油絵共同研究室、広島、2007年。
- 磯江毅（ja, en）『磯江毅写実考 : Thoughts on realism, Gustavo Isoe's works 1974-2007』美術出版社、2009年。ISBN 9784568103731。
- 磯江毅、カレン・サンドネス [訳]、岡口夏織 [訳]、マーサ・J・マクリントク [訳]、人文社会科学翻訳センター [訳]『深い眠り : 磯江毅 Deep slumber : Tsuyoshi Isoe』羽鳥書店、2015年。ISBN 9784904702529。 NCID BB18349219。